# أندريه جولي
أندريه جولي هو مهندس ورسام وسياسي بلجيكي، ولد في 13 أبريل 1799 في بروكسل في بلجيكا، وتوفي بنفس المكان في 1883.